# Ivaň (district de Brno-Campagne)
Pour les articles homonymes, voir Ivaň.
Ivaň (en allemand : Eibis) est une commune du district de Brno-Campagne, dans la région de Moravie-du-Sud, en République tchèque. Sa population s'élevait à 734 habitants en 2020.

## Géographie
Ivaň est bordée par deux rivières : la Jihlava à l'ouest et la Svratka à l'est, qui se réunissent à 2 km au sud du village et se jettent dans le réservoir de Nové Mlýny (Vodní nádrž Nové Mlýny). Ivaň se trouve à 7 km au sud-ouest de Pohořelice, à 30 km au sud de Brno et à 201 km au sud-est de Prague.
La commune est limitée par Přibice et Vranovice au nord, par Pouzdřany à l'est et au sud-est, par Pasohlávky au sud-ouest et par Pohořelice à l'ouest.

## Histoire
La première mention écrite de la localité date de 1257.